# Pinanga simplicifrons
Pinanga simplicifrons là loài thực vật có hoa thuộc họ Arecaceae. Loài này được (Miq.) Becc. miêu tả khoa học đầu tiên năm 1885.